# Kristiane af Marstal
Kristiane af Marstal er en dansk film fra 1956, skrevet af Paul Sarauw, John Olsen og Annelise Reenberg, der også har instrueret.

## Medvirkende
- Knud Heglund
- Birgit Sadolin
- Louis Miehe-Renard
- Kjeld Jacobsen
- Kai Holm
- Inger Lassen
- Annemette Svendsen
- Karl Stegger
- Henry Nielsen
- Arthur Jensen
- Paul Hagen
- Ego Brønnum-Jacobsen
- Bjørn Puggaard-Müller
- Axel Strøbye